# Sante Marsili
Sante Marsili, född 31 oktober 1950 i Neapel, död 2 september 2024, var en italiensk vattenpolospelare. Han representerade Italien i OS tre gånger i vattenpolo, nämligen i München, Montréal och Moskva. I OS-turneringen 1976 tog Italien silver, medan de övriga OS-placeringarna var sexa och åtta.
Marsili tog VM-guld 1978 i Västberlin, VM-brons 1975 i Cali och EM-brons 1977 i Jönköping.